# Saint Anthonyfallen

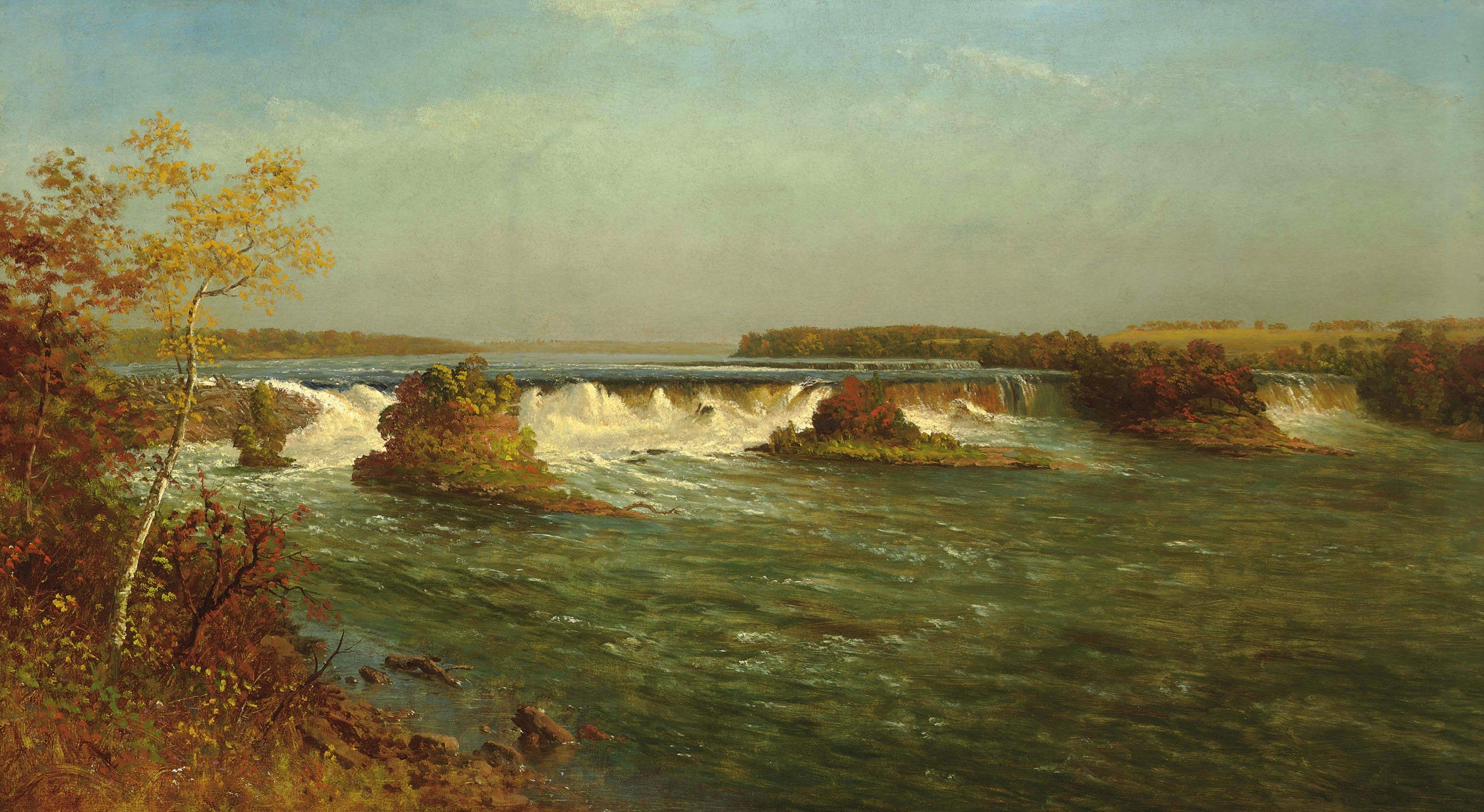
De outbyggda Saint Anthonyfallen.

Saint Anthonyfallen var ett vattenfall i närheten av centrala Minneapolis, Minnesota, det enda vattenfallet längs Mississippifloden tills man byggde att antal slussar och dammar som möjliggjorde båttrafik förbi fallen. 

## Upptäcktshistoria
På 1600-talet kom fallen till européernas kännedom, då den franske upptäckare Louis Hennepin upptäckte dem. Han upptäckte även Niagarafallen. Tidigare hade de olika indianstammarna runt fallen haft olika namn på dem. Exempelvis kallade Ojibwayindianerna dem för Kakabikah (den avklippta klippan) och Dakotaindianerna, Owahmenah (fallande vatten).

## Kanalisering
Tidigare var Mississippifloden inte seglingsbar ovanför Saint Anthonyfallen, men med start 1948 och fram till 1963 byggde ingenjörstrupper från US Army två dammar och en serie portar. I och med detta upphörde fallen att existera. Dessa konstruktioner gör det möjligt att segla vidare upp för floden, förbi Minneapolis. Men då de slussar som ligger vid själva staden är mindre än de övriga så är den praktiska nyttan begränsad vad gäller större fartyg.